# 嵐山カントリークラブ
嵐山カントリークラブ（らんざんカントリークラブ）は、埼玉県比企郡嵐山町に所在するゴルフ場である。

## 概要
東京都江東区深川の湾岸埋立地に、1952年（昭和27年）に開場した「東雲ゴルフ場」（設計・井上誠一）は、銀座や大手町から車で至近距離ということで人気があった。だが、東京都港湾局所有の借地であったため、その代替のゴルフ場を計画することになった。
移転先が検討され、理事長の元東京都長官・松井春生は、長野県北佐久郡御代田町に計画、後に「大浅間ゴルフクラブ」（設計・松井春生）を、1963年（昭和38年）に開場した。常務理事・天野健雄は、難航したが現在地の菅谷村（当時）鎌形と隣接の共同山に決定した。1961年（昭和36年）9月、初代理事長には天野が就任した。菅谷村鎌形は、秩父山地の麓で標高50 - 70メートルの台地で、都幾川の上流には京都・嵐山に似た渓流があることから「武蔵嵐山」と名付けられていた。命名者は本多静六といわれ、「嵐山カントリークラブ」も第1回の募集時は「武蔵嵐山カントリークラブ」と称していた。
コース設計は小寺酉二に依頼、1960年（昭和35年）11月23日、コースの工事が着工された。小寺の設計方針は、徹底した1グリーン主義で、ひとつのグリーンに高麗芝とベント芝を張り分けたコンビネーショングリーンの採用で話題になっていた。だが、嵐山カントリークラブでは、経営陣は、2グリーンを主張して対立したが、小寺は2グリーンを承諾した。
1961年（昭和36年）12月3日、コースは完成し、18ホールは仮開場された。正式開場されなかったのは、ヤーデージ不足の修正、グリーンの改造などに費やすること約1年間、翌1962年（昭和37年）10月21日、全ての工事が完成し、18ホールのゴルフ場が開場された。コースからは、秩父連山を見渡せるロケーションの恵まれた場所にある林間コースである。
小寺は、兵庫県生にまれ、米国プリンストン大学留学中に赤星六郎からゴルフの指導を受け、アマチュア競技大会で活躍した。戦後、ゴルフ界の国際化に貢献し、コース設計家として才能を発揮し多くのコース設計に携わった。

## 所在地
〒355-0225 埼玉県比企郡嵐山町鎌形1146番地

## コース情報
- 開場日 - 1962年10月21日
- 設計者 - 小寺 酉二
- 面積 - 825,000m2（約24.9万坪）
- コースタイプ - 林間コース
- コース - 18ホールズ、パー72、6,442ヤード、コースレート72.4
- グリーン - 2グリーン、ベント、ニューベント
- フェアウエイ - コーライ
- ラフ - ノシバ
- プレースタイル - 乗用カート(5人乗り)、キャディ付き
- 練習場 - 24打席 200ヤード
- 休場日 - 毎週月曜日、12月31日、1月1日[4][5]

## クラブ情報
- ハウス設計 - 天野太郎[6]（DOCOMOMO JAPAN選定 日本におけるモダン・ムーブメントの建築に選定[7]）

## ギャラリー
- コース - 「嵐山カントリークラブ」、コースガイド
- ハウス - 「嵐山カントリークラブ」、クラブライフ

## 交通アクセス
鉄道
- 東武東上本線 - 森林公園駅南口よりクラブバス利用 約15分
- 東武東上本線 - 武蔵嵐山駅よりタクシー利用 約8分

道路
- 関越自動車道 - 東松山ICより 約10分
- 関越自動車道 - 坂戸西スマートICより 約25分[8]

## メジャー選手権
- 1984年（昭和59年） - 第49回 日本オープンゴルフ選手権競技大会開催[9]

## 関連文献
- 「嵐山カントリークラブ 天野太郎研究室」『建築文化』第17巻5号（通巻187号）彰国社、1962年5月、[要ページ番号]
- 玉川力「嵐山カントリークラブ」『週刊ダイヤモンド』第59巻28号（1971年7月3日号）ダイヤモンド社、1971年7月、[要ページ番号]
- 「嵐山カントリークラブ」『嵐山の二十年』、嵐山町、1983年、[要ページ番号]
- 30年史編纂委員会（編）『紺碧の空に打つ 嵐山カントリークラブ30年の歩み』ダイヤモンド社、1993年10月
- 「嵐山カントリークラブ」『月刊ゴルフマネジメント』1999年8月20日号（通巻180号）、一季出版、1999年8月、[要ページ番号]
- 「嵐山カントリークラブ（埼玉県）」『ゴルフ場ガイド 東版 2006-2007』ゴルフダイジェスト社、2006年5月、[要ページ番号]、
- 井上勝純「ゴルフ倶楽部を考える(第252回)嵐山カントリークラブの誕生」『月刊ゴルフマネジメント』28号 （通巻281号）、一季出版、2007年4月、[要ページ番号]
- 「嵐山カントリークラブ 埼玉県比企郡嵐山町 設計」天野太郎研究室建築思潮研究所（編）『住宅建築現代の要求に応えながら、魅力を再現する』、 建築資料研究社、2017年2月、[要ページ番号]